# Campionato nordico di calcio 1933-1936
Il Campionato nordico di calcio 1933-1936 (Nordisk Mesterskap 1933-1936) fu la terza edizione del Campionato nordico di calcio, competizione calcistica per nazione riservata ai paesi scandinavi. La competizione si svolse in forma itinerante dal 11 giugno 1933 al 27 settembre 1936 e vide la partecipazione di quattro squadre: Danimarca, Finlandia, Norvegia e Svezia.

## Formula
- Qualificazioni

Nessuna fase di qualificazione. Le squadre sono qualificate direttamente alla fase finale.
- Fase finale

Girone unico - 4 squadre, giocano partite di andata e ritorno per due turni. La vincente si laurea campione dei Paesi Nordici.

## Squadre partecipanti
| Pr. | Squadra   | Data di qualificazione certa | Partecipante in quanto | Partecipazioni precedenti al torneo | Ultima presenza |
| --- | --------- | ---------------------------- | ---------------------- | ----------------------------------- | --------------- |
| 1   | Danimarca | -                            | Qualificata di diritto | 2 (1924-1928, 1929-1932)            | 1929-1932       |
| 2   | Finlandia | -                            | Qualificata di diritto | 1 (1929-1932)                       | 1929-1932       |
| 3   | Norvegia  | -                            | Qualificata di diritto | 2 (1924-1928, 1929-1932)            | 1929-1932       |
| 4   | Svezia    | -                            | Qualificata di diritto | 2 (1924-1928, 1929-1932)            | 1929-1932       |

Nella sezione "partecipazioni precedenti al torneo", le date in grassetto indicano che la nazione ha vinto quella edizione del torneo, mentre le date in corsivo indicano la nazione ospitante.

## Fase finale

### Girone unico

#### Classifica
| Pos | Squadra   | P.ti | G  | V | N | P | GF | GS | DR  |
| --- | --------- | ---- | -- | - | - | - | -- | -- | --- |
| 1   | Svezia    | 16   | 12 | 7 | 2 | 3 | 31 | 22 | +9  |
| 2   | Danimarca | 14   | 12 | 6 | 2 | 4 | 30 | 25 | +5  |
| 3   | Norvegia  | 11   | 12 | 4 | 3 | 5 | 25 | 21 | +4  |
| 4   | Finlandia | 7    | 12 | 3 | 1 | 8 | 18 | 36 | -18 |

#### Risultati
| Arbitro: | Eklind |

|                   |           |                   |
| Thielsen 14’, 35’ | Marcatori | 33’, 37’ Pedersen |

| Arbitro: | Wunderlin |

|                  |           |                               |
| Ericsson 7’, 20’ | Marcatori | 27’ Jørgensen 57’, 82’ Kleven |

| Arbitro: | Yssing |

|                            |           |  |
| Kroon 58’ (rig.) Bunke 86’ | Marcatori |  |

| Arbitro: | Ekeberg |

|            |           |                                                    |
| Åström 32’ | Marcatori | 20’, 36’, 46’ Juve 49’ (aut.) Viinioksa 83’ Hansen |

| Arbitro: | Yssing |

|  |           |            |
|  | Marcatori | 55’ Dunker |

| Arbitro: | Kristiansen |

|                        |           |  |
| Taarup 30’ Uldaler 57’ | Marcatori |  |

| Arbitro: | Kristiansen |

|                               |           |                                        |
| Uldaler 5’ Jørgensen 40’, 48’ | Marcatori | 7’, 34’, 61’, 62’ Ericsson 23’ Persson |

| Arbitro: | Hansen |

|                                        |           |                                         |
| Karlsson 5’ Andersson 13’ Ericsson 55’ | Marcatori | 17’ Pettersen 29’ Svendsen 38’ Pedersen |

| Arbitro: | Wittbolt |

|                       |           |               |
| Taipale 19’ Salin 63’ | Marcatori | 30’ Lundsteen |

| Arbitro: | Ulrich |

|                                         |           |                   |
| Berglie 14’, 21’ Kvammen 24’ Hansen 26’ | Marcatori | 27’, 67’ Lönnberg |

| Arbitro: | Otto Remke |

|                                             |           |                                 |
| Koponen 2’, 21’ Lintamo 33’, 50’ Åström 49’ | Marcatori | 6’, 42’, 87’ Persson 59’ Keller |

| Arbitro: | Eklind |

|                             |           |               |
| Berglie 64’ Hansen 78’, 88’ | Marcatori | 57’ Lundsteen |

| Arbitro: | Thoralf Kristiansen |

|                        |           |                    |
| Persson 46’ Nyberg 86’ | Marcatori | 11’, 70’ Weckström |

| Arbitro: | Fogg |

|                                    |           |               |
| Grahn 44’ Jonasson 55’ Hallman 82’ | Marcatori | 34’ Jørgensen |

| Arbitro: | Pekonen |

|                   |           |  |
| Nordbø 29’ (aut.) | Marcatori |  |

| Arbitro: | Gustafsson |

|           |           |                                             |
| Larvo 28’ | Marcatori | 23’, 52’, 62’ Hoel 68’ Jamissen 88’ Kvammen |

| Arbitro: | Drejø |

|  |           |                       |
|  | Marcatori | 42’ Nilsson 77’ Grahn |

| Arbitro: | Johansson |

|                                                      |           |              |
| Thielsen 8’ Uldaler 37’, 41’ Sørensen 51’ Kleven 59’ | Marcatori | 47’ Grönlund |

| Arbitro: | Kristiansen |

|                                                            |           |                                             |
| Søbirk 11’ Andersson 41’ (aut.) Jørgensen 47’ Thielsen 81’ | Marcatori | 2’ (aut.) Jensen 15’ Jonasson 76’ Josefsson |

| Arbitro: | Flisberg |

|           |           |                                          |
| Salin 18’ | Marcatori | 65’, 81’ Jørgensen 77’ Kleven 89’ Hansen |

| Arbitro: | Louis Baert |

|                   |           |  |
| Jonasson 25’, 36’ | Marcatori |  |

| Arbitro: | Otto Remke |

|  |           |                           |
|  | Marcatori | 3’ Weckström 48’ Lehtonen |

| Arbitro: | Weingärtner |

|                              |           |                               |
| Brustad 8’ Frantzen 11’, 78’ | Marcatori | 14’, 67’ Søbirk 49’ Jørgensen |

| Arbitro: | Kolbjørn Dæhlen |

|                    |           |                           |
| Kanerva 85’ (rig.) | Marcatori | 44’ Jonasson 50’ Ericsson |

## Statistiche

### Classifica marcatori
| Gol |  |  | Giocatore       | Squadra   |
| --- |  |  | --------------- | --------- |
| 8   |  |  | Bertil Ericsson | Svezia    |
| 8   |  |  | Pauli Jørgensen | Danimarca |
| 5   |  |  | Sven Jonasson   | Svezia    |
| 5   |  |  | Erik Persson    | Svezia    |
| 4   |  |  | Sverre Hansen   | Norvegia  |
| 4   |  |  | Eyolf Kleven    | Danimarca |
| 4   |  |  | Eigil Thielsen  | Danimarca |
| 4   |  |  | Kaj Uldaler     | Danimarca |
| 3   |  |  | Sverre Berglie  | Norvegia  |
| 3   |  |  | Odd Hoel        | Norvegia  |
| 3   |  |  | Jørgen Juve     | Norvegia  |
| 3   |  |  | Helmuth Søbirk  | Danimarca |
| 3   |  |  | Kurt Weckström  | Finlandia |